# Fogdö socken
Fogdö socken i Södermanland ingick i Åkers härad och är sedan 1971 en del av Strängnäs kommun, från 2016 inom Vårfruberga distrikt.
Socknens areal är 51,42 kvadratkilometer, varav 51,35 land (innan Tosterödelen utbrutits). År 1948 fanns här 760 invånare. Godsen Hässelbyholm, Bergshammar och  Kungsberg samt sockenkyrkan Fogdö kyrka ligger i socknen.  

## Administrativ historik
Fogdö socken har medeltida ursprung. Ön Hallingen överfördes 1890 från denna socken till Ängsö socken i Västmanland.
Vid kommunreformen 1862 övergick socknens ansvar för de kyrkliga frågorna till Fogdö församling och för de borgerliga frågorna till Fogdö landskommun. Landskommunen delades 1952 upp mellan Vårfruberga landskommun och Tosterö landskommun som båda 1971 uppgick i Strängnäs kommun. Församlingen uppgick 1998 i Vårfruberga församling som 2006 uppgick i Vårfruberga-Härads församling.
1 januari 2016 inrättades distriktet Vårfruberga, med samma omfattning som Vårfruberga församling hade 1999/2000 och fick 1998, och vari detta sockenområde ingår.
Socknen har tillhört län, fögderier, tingslag och domsagor enligt vad som beskrivs i artikeln Åkers härad.  De indelta soldaterna tillhörde Södermanlands regemente, Strängnäs och Österrekarne  kompanier.

## Geografi

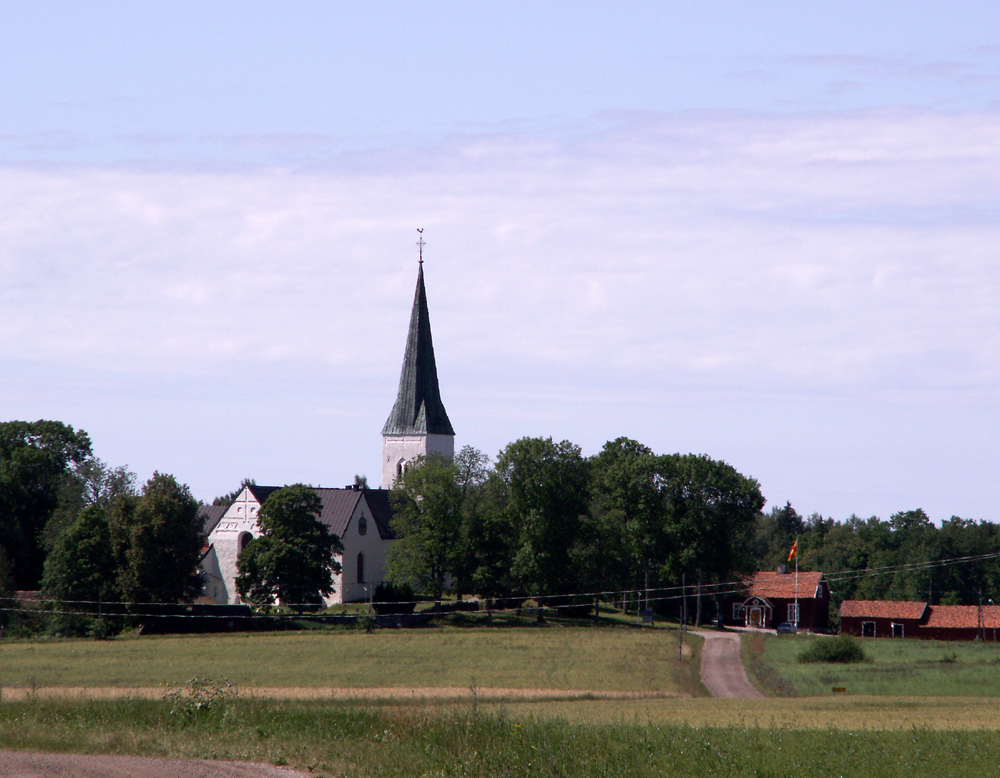
Fogdö kyrka.

Fogdö socken ligger norr om Strängnäs på nordöstra delen av halvön Fogdön och, till 1952, på nordvästra delen av Tosterön. Socknen är på Fogdön en odlad slätt med bergknallar medan delen på Tosterön är skogsbygd.

## Fornlämningar
Spridda gravrösen från bronsåldern är funna. Från järnåldern finns cirka 45 gravfält med stensättningar och resta stenar. Vidare finns två fornborgar och två runristningar. Vid Kungsberg finns ruinerna efter Vårfruberga kloster.

## Namnet
Namnet (1200-talet mitt Fodö) kommer från en nu landhöjd ö på Fogdön. Förleden kommer troligen från fodhi, 'föda, foder'  syftande på bördig jord.